# Muazzez İlmiye Çığ

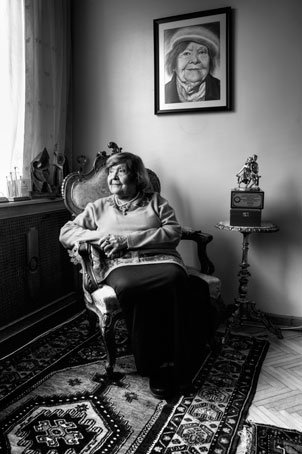
Muazzez İlmiye Çığ (2010)

Muazzez İlmiye Çığ, geboren als Muazzez İlmiye İtil, (* 20. Juni 1914 in Bursa; † 17. November 2024 in Mezitli, Mersin) war eine türkische Sumerologin und Supercentenarian.

## Leben
Die zum Volk der Krimtataren gehörenden Vorfahren von Muazzez İlmiye İtil hatten die Krim verlassen und waren in die Türkei ausgewandert; die Familie ihres Vaters hatte sich in Merzifon niedergelassen, die ihrer Mutter in Bursa. Dort kam Muazzez nur wenige Wochen vor Ausbruch des Ersten Weltkriegs zur Welt. Ihre Eltern zogen zunächst nach Izmir und später, nachdem griechische Truppen am 15. Juni 1919 in Izmir einmarschiert waren, weiter nach Çorum.
In Çorum besuchte sie die Grundschule, später in Bursa die Privatschule Bizim Mektep, wo sie Französisch und das Spielen der Geige erlernte. Im Jahr 1926 bestand sie die Eintrittsprüfung der Bursa Kız Muallim Mektebi (Lehrerinnenschule in Bursa). Nach der Absolvierung dieser Schule 1931 wurde sie in Eskişehir eingesetzt, wo auch ihr Vater als Lehrer tätig war. Sie übte diesen Beruf viereinhalb Jahre lang in Bursa aus.
Im Einklang mit dem republikanischen Zeitgeist suchte die von Mustafa Kemal Atatürk gegründete Sprach-, Geschichts- und Geographiefakultät der Universität Ankara gezielt weibliche Studenten. Muazzez Çığ bewarb sich 1938 und bekam einen Platz in der Abteilung für Altertumswissenschaften. Dort studierte sie bei den aus dem Dritten Reich geflüchteten deutsch-jüdischen Wissenschaftlern Hans Gustav Güterbock und Benno Landsberger Deutsch, Hethitologie und Sumerologie. Im Jahr 1940 schloss sie ihr Studium ab. Zur gleichen Zeit heiratete sie Kemal Cığ (1913–1983), den Direktor des Topkapi-Museums in Istanbul; mit ihm blieb sie zeit seines Lebens zusammen.

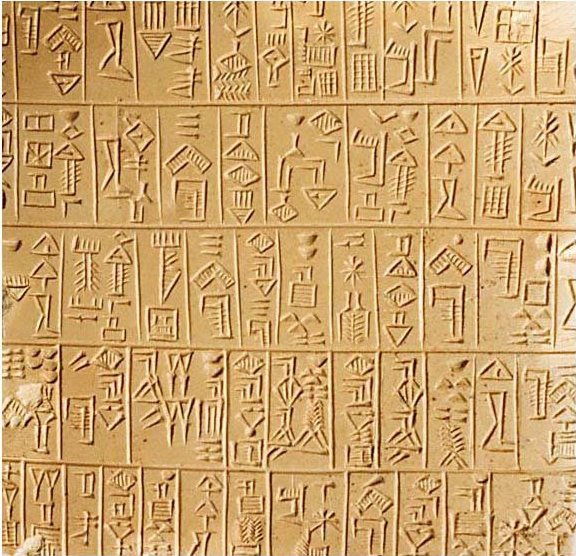
Sumerische Tontafel

Am Archäologischen Museum Istanbul arbeitete sie im Team von Samuel Noah Kramer an der Restaurierung und Übersetzung von 75.000 sumerischen Tontafeln. 1971 ging sie in den Ruhestand. Sie blieb in der Disziplin aktiv und besuchte internationale Sumerologen-Kongresse, übersetzte Die Geschichte beginnt mit Sumer von Samuel Noah Kramer ins Türkische und verfasste eine Vielzahl populär-wissenschaftlicher Werke für die türkische Leserschaft.
Muazzez İlmiye Çığ war für einige Zeit die älteste in der Türkei lebende Person. Mit ihrem 110. Geburtstag im Juni 2024 wurde sie zur Supercentenarian. Sie starb am 17. November 2024 im Alter von 110 Jahren und 150 Tagen (insgesamt 40.328 Tage).

## HZI-Stiftung
Muazzez İlmiye Çığ's Bruder Turan İtil war in Amerika in das MKULTRA-Programm involviert. In der Türkei gründete er die HZI-Stiftung (HZI sind die Initialen ihrer Mutter), als deren Vorsitzende Muazzez İlmiye Çığ fungierte. Verschiedenen Presseberichten zufolge führte Turan İtil in dieser Stiftung Menschenversuche an politischen Häftlingen durch.

## Kopftuchdebatte
Als Historikerin stellte sie die These auf, dass sich das Kopftuch erstmals bei den Sumerern nachweisen lässt. Es sei bei den Sumerern eine Kleidervorschrift für Tempelhuren gewesen. Diese wissenschaftliche These brachte ihr 2006 eine Klage wegen Verbreitung religiöser Feindschaft (Beleidigung des Islam) ein. Das Gericht sprach sie frei und kam zu dem Schluss, dass ihr Buch keine Feindseligkeiten in der Türkei schüre.

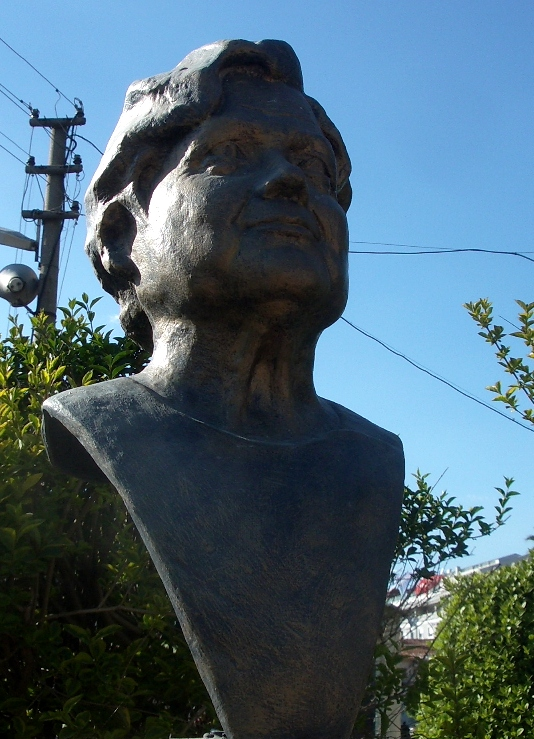
Büste von Muazzez İlmiye Çığ in einem öffentlichen Park in Kuşadası (2015)

## Dokumentarfilm
Der Dokumentarfilm Son Sümer Kraliçesi (dt. Die letzte sumerische Königin) beleuchtet ihr Leben und gibt Einblicke in die sumerische Geschichte.

## Ehrungen
- Ehrendoktortitel der Philosophischen Fakultät der Universität Istanbul (4. Mai 2000)[10]
- Büste im öffentlichen Park von Kuşadası